# Krümwal

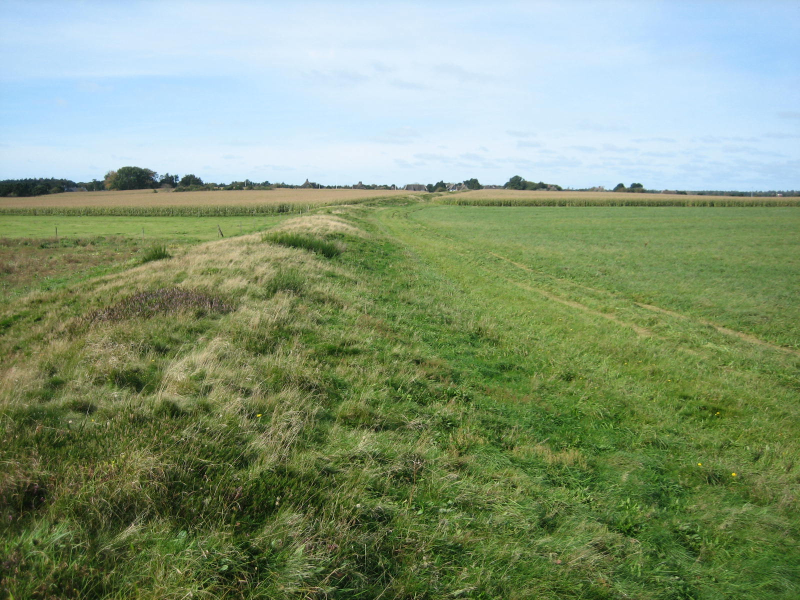
Der Krümwaal

Der Krümwal (auch Krümmwal oder Krümmwall; Öömrang: Krümwaal) ist ein Erdwall, vermutlich aus der Wikingerzeit. Er befindet sich in der Gemeinde Nebel auf der Nordseeinsel Amrum im schleswig-holsteinischen Kreis Nordfriesland.

## Lage und Beschreibung
Der Krümwal erstreckt sich über 1800 Meter Länge in der Amrumer Geest. Das Westende befindet sich südlich der Nebeler Windmühle. In Süddorf verläuft der Krümwal südlich der Öömrang Skuul. Von dort führt er in einer Kurve südostwärts Richtung Steenodde. Seine Höhe beträgt maximal zwei Meter. Links und rechts des Walls liegen außer an der Schule Grünflächen. Der besterhaltene Abschnitt führt von der Schule Richtung Osten und ist etwa 500 Meter lang. 
Zweck und Baudatum des Krümwals sind ungeklärt. Vermutet wird eine Funktion als Abwehranlage bzw. Grenzwall und ein Entstehen in der Wikingerzeit am Ende des 1. Jahrtausends. Der Krümwal ist als Bodendenkmal eingetragen.